# Polina Zjerebtsova
Polina Zjerebtsova (Russisch: Полина Викторовна Жеребцова) (Tsjetsjenië Grozny, 20 maart 1985) is dichter, auteur van dagboeken over haar jeugd en kinderjaren, waarin drie Tsjetsjeense oorlogen plaatsvonden.
Ze werkt vanaf 2002 als journalist, is lid van de Russische Journalistenbond, van PEN-club. Ze ontving in Jeruzalem het diploma van de internationale Janusz Korczak-prijs, in twee categorieën (kort verhaal en onderzoeksjournalistiek).
In 2012 ontving ze het diploma van de A. Sacharovprijs: Voor journalistiek als daad van handelen.
In 2013 Polina ontvangen politiek asiel in Finland.

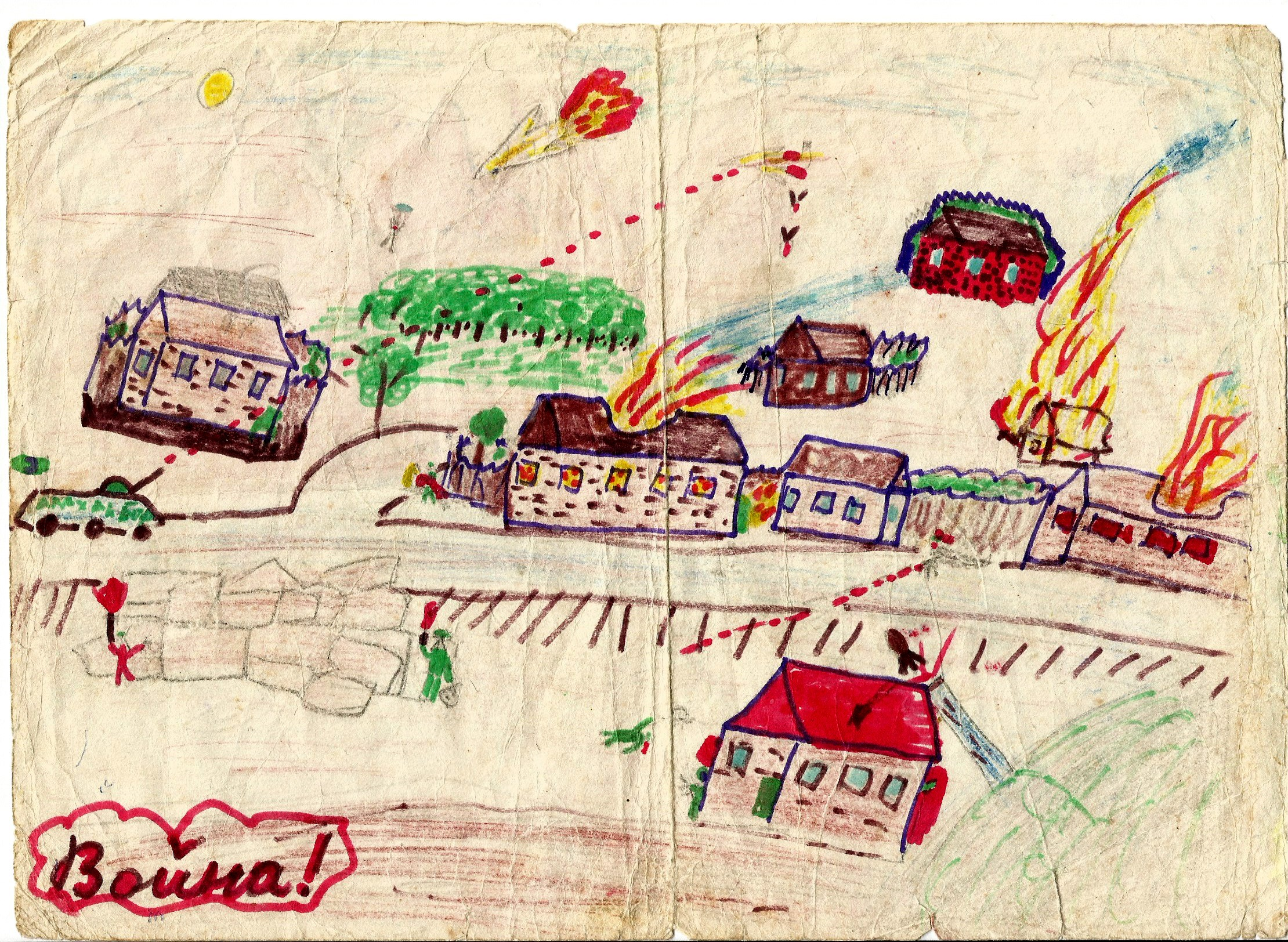
Oorlog, 1995 (auteur Polina)

## Leven
Polina Zjerebtsova werd in 1985 in Grozny geboren en heeft daar bijna tot haar twintigste gewoond. Omdat in haar voorgeslacht een groot aantal nationaliteiten voorkomt, ziet ze zichzelf als wereldburger.
In 1994 begint Polina een dagboek bij te houden, waarin ze de dingen vastlegt, die om haar heen gebeuren. Dit dagboek beslaat haar jeugd en kinderjaren, waarin drie Tsjetsjeense oorlogen plaatsvonden. School, eerste verliefdheid, ruzie met ouders, de dingen die elke tiener kent, gaan in Polina's leven hand in hand met bombardementen, verwoesting en armoede. Eind 1999 raakt ze als veertienjarige zwaargewond door granaatscherven.
"Ik overleefde martelingen, genocide en schijnexecuties. Ik heb het grootste deel van mijn familie verloren door de bommen. Ik verloor mijn huis, onze bibliotheek met vele duizenden boeken, en, natuurlijk, mijn gezondheid. In mijn jeugd gingen mijn tanden loszitten en vielen uit door de honger. Denk u dat ik zoiets kan vergeten? Polina Zjerebtsova."
In 2010 slaagt ze voor haar studie als leraar psychologie aan de Universiteit Noord-Kaukasus. Na bedreigingen en grote druk van zowel Russische als Tsjetsjeense zijde wegens haar inmiddels verschenen Tsjetsjeense dagboeken, krijgt ze in 2013 samen met haar man politiek asiel in Finland.

## Werken
- Дневник Жеребцовой Полины Detektiv-Press, 2011, ISBN 978-5-89935-101-3
- "Ant in a glass jar. Chechen diaries of 1994-2004" Corpus, 2014. ISBN 978-5-17-083653-6
- Тонкая серебристая нить (рассказы) — Москва.: AST 2015. — 320 с. ISBN 978-5-17-092586-5
- Ослиная порода (автобиографическая повесть) — Москва.: Время 2017. — 352 с. ISBN 978-5-9691-1536-1
- 45 parallel (novel), Ukraine, 2017 ISBN 978-966-03-7925-1

### Publicaties in andere talen
- Polina Zjerebtsova, Le journal de Polina. France, Paris: Books Editions., 2013. ISBN 2-36608-032-8.
- Polina Zjerebtsova, Sodan sirpaleet. Finland, Helsinki: INTO, 2014. ISBN 978-952-264-312-4.
- Polina Zjerebtsova,LE JOURNAL DE POLINA. France, Paris: 10/18, 2015. ISBN 978-226-406-455-4.
- Polina Zjerebtsova, Чеченські щоденники 1994-2004 рр. Ukraine:«Клуб сімейного дозвілля, 2015. ISBN 978-966-14-8343-8.
- Polina Zjerebtsova, Polinas Tagebuch. — Berlin, Rowohlt Verlag, 2015. ISBN 978-3-87134-799-3.
- Polina Zjerebtsova, Polinos Dienorastis. — Lithuania, Tytoalba, 2015. ISBN 978-6-09466-107-5
- Polina Zjerebtsova, Тонка сріблиста нить, Ukraine: ВСЛ, 2016. ISBN 978-617-679-207-9
- Polina Zjerebtsova, "Deníky Poliny Žerebcovové", BIZBOOKS, Czech Republic, 2016 ISBN 978-80-265-0500-6
- Polina Zjerebtsova, "Осляче поріддя", Ukraine: ВСЛ, 2017. ISBN 978-617-679-357-1
- Polina Zjerebtsova, "TŠETŠEENIA PÄEVIKUD 1994–2004", Estonia, Tänapäev, 2017. ISBN 978-994-985-161-4